# Лааси, Ильмар Карлович
И́льмар Ка́рлович Ла́аси (эст. Ilmar Laasi, 16 августа 1907 или 29 июля 1907, Карусе, Ляэнемаа — 15 августа 1999, Таллин) — эстонский советский архитектор.

## Биография
Окончил Государственную общетехническую гимназию (1927) и затем — Таллинский строительно-механический техникум по специальности «строительство и архитектура». Практическую работу начал на строительстве целлюлозной фабрики, затем проектировал частные жилые дома в Пярну. В 1941—1944 годах проектировал сельскохозяйственные постройки. В советское время постоянно работал в государственном проектном институте «Эстонпроект».
Принимал активное участие в разработке проекта первой таллинской высотки — отеля «Виру» в Таллине, параллельно спроектировал другие высотные здания (одно из которых должно было располагаться рядом с кинотеатром «Космос») и несколько 14-этажных зданий. Был приглашён в качестве эксперта на конкурс проектов Олимпийского центра парусного спорта в Таллине, поскольку сам активно занимался парусным спортом.
Член Союза архитекторов Эстонской ССР с 1945 года.
Умер 15 августа 1999 года. Похоронен на таллинском кладбище Метсакальмисту.

## Известные здания

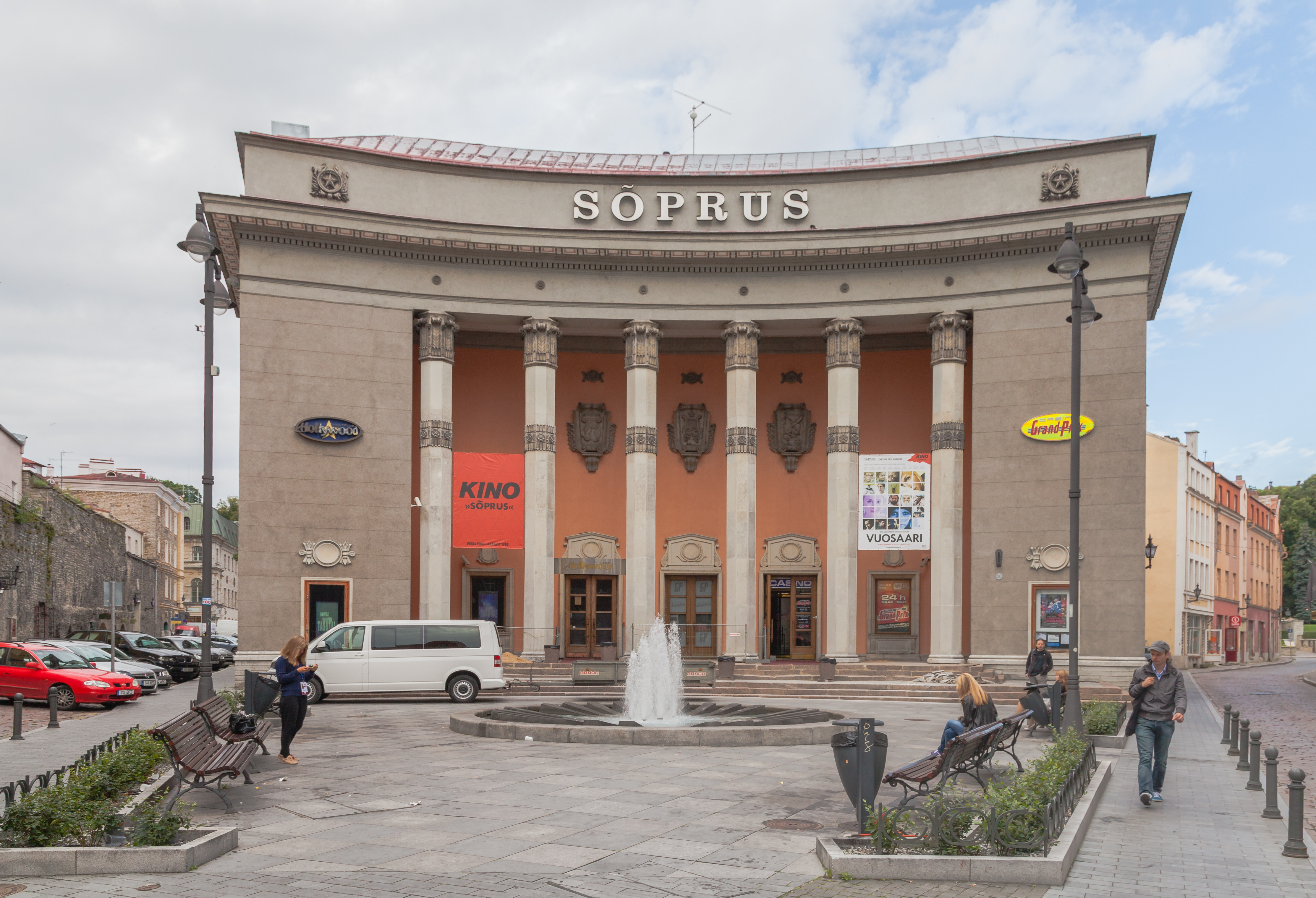
Кинотеатр «Сыпрус»

- кинотеатр «Сыпрус» в Таллине на площади Карьявярава (современный адрес — улица Вана-Пости 8, в соавторстве с Пеэтером Тарвасом, Августом Вольбергом и Фридрихом Вендахом, строительство закончено в 1955 году)[5];
- кинотеатр «Космос» (Пярнуское шоссе 45, в соавт. Удо Иваск, 1964)[6];
- жилой дом по адресу улица Нигулисте 2 (1949—1953)[7];
- здание горисполкома (мэрии) города Синди.